# 張秀容
張秀容（Teoh Siew Yong，1945年—），是一名已退役馬來西亞女子羽球運動員。
張秀容與洪新霞一起贏得了1964年和1965年的馬來西亞羽球公開賽女子雙打冠軍。在東南亞運動會羽球比賽上，兩人贏得1967年和1969年的女子雙打金牌。她在1966年和1970年的英聯邦運動會以及1970年的亞運會上獲得了銅牌。